# 大阪大学産業科学研究所
大阪大学 産業科学研究所（さんぎょうかがくけんきゅうじょ、SANKEN The University of Osaka, 略称：産研/SANKEN）は、大阪大学の附置研究所で、「産業に必要な自然科学の基礎と応用に関する研究」を目的とする研究所である  。「情報」、「生体」、「材料」の3領域を対象とし、これらの個別・融合科学の研究を行っている。大阪大学吹田キャンパス（茨木市）に所在する。
東北大学多元物質科学研究所、北海道大学電子科学研究所、東京工業大学化学生命科学研究所、九州大学先導物質化学研究所との5大学附置研究所で「物質・デバイス領域共同研究拠点」を形成している。

## 概要
1931年に医学部と理学部で開学した大阪大学（当時は「大阪帝国大学」）は、1933年には旧制大阪工業大学を合併し、工学部を設置した。大阪をはじめとする関西財界では、教育と研究の二つの機能を持つ大学学部組織よりも研究機能の性格を強めた理工学の大研究機関設置の気運が高まり、有志により1937年に産業科学研究所期成生同盟会が設立された。翌1938年には、財団法人大阪大学産業科学研究協会が発足した。このような経済界からの期待と支援を受けて、1939年11月に「自然科学に関する特殊事項で産業に必要なものの基礎的学理及びその応用の研究」 を目的に本研究所が設置された。関西の理研を目標に設立されたという。
設立当初は堺市に所在したが、大阪大学統合計画に基づき、1968年、大阪大学吹田キャンパス（茨木市）に移転した。
電子工学、情報科学、金属および無機材料科学、有機化学、生物化学、高分子化学、放射線科学などの分野で広範囲に研究を進めてきた。また、改組や附属研究施設の設置・拡充などを重ね、2009年に現在の3研究部門（情報・量子科学系、材料・ビーム科学系、生体・分子科学系）および附属総合解析センター、量子ビーム科学研究施設に改組した。2010年3月には産研インキュベーション棟（5階建て5,000m2）が竣工し、産学連携を一層推進、阪大で初めてのオンキャンパス型企業リサーチパークを形成している。
2010年4月、「物質・デバイス領域共同研究拠点」（東北大学多元物質科学研究所、北海道大学電子科学研究所、東京工業大学化学生命科学研究所、当研究所、九州大学先導物質化学研究所）を形成し、全国の大学、企業研究者と大型共同研究プロジェクトを展開している。
2013年11月には、文部科学省「革新的イノベーション創出プログラム」の拠点の一つに大阪大学が採択され、その中心研究機関として産研が活動を開始している。
大阪大学の附置研究所では最大規模となっている。

## 沿革
- 1939年 大阪帝国大学の附置研究所として発足。
- 1947年 学制改革により大阪大学附置となる。
- 1951年 大阪大学附置音響科学研究所を統合。枚方分室とする。
- 1958年 附属放射線実験所設置
- 1963年 吹田キャンパスに移転
- 1977年 附属材料解析センター設置
- 1985年 附属高機能極限材料研究センター設置
- 1995年 高次インターマテリアル研究センター設置
- 2001年 第二研究棟竣工
- 2002年 附属産業科学ナノテクノロジーセンター設置
- 2003年 ナノテクノロジー総合研究棟竣工
- 2005年 附属新産業創造物質基盤技術研究センター設置
- 2007年 4附置研究所アライアンス発足、阪大産研、北大電子研アライアンスラボ設置
- 2009年
  - 第1研究部門（情報・量子科学系）、第2研究部門（材料・ビーム科学系）、第3研究部門（生体・分子科学系）の3大研究部門と、時限を撤廃し6専任研究分野に拡充した産業科学ナノテクノロジーセンターに改組。
  - 総合解析センター発足（附属材料解析センターと産業科学ナノテクノロジセンター電子顕微鏡室が統合）
  - 量子ビーム実験室をナノテクセンターから分離して量子ビーム科学研究施設を設置。
  - 産業科学連携教育推進センターと国際共同研究センターを設置。
- 2010年
  - 3月 産研インキュベーション棟竣工
  - 4月 産研を拠点本部とする、北大電子研、東北大多元研、東工大資源研、九大先導研の5大学附置研によるネットワーク型「物質・デバイス領域共同研究拠点」発足、5附置研究所間アライアンス発足
- 2011年 阪大産研・理研アライアンスラボ設置。imecとの共同研究協定締結
- 2013年 文部科学省「革新的イノベーション創出プログラム」拠点に採択（大阪大学）。阪大拠点の中心として活動開始。
- 2016年 北大電子研、東北大多元研、東工大化生研、九大先導研の5附置研究所間による、ダイナミックアライアンス発足
- 2019年 産業科学AIセンター設置。
- 2021年 英語正式名称を、The Institute of Scientific and Industrial Research (略称 ISIR) から、SANKENに変更[4]。

## 歴代所長
1. 眞島利行　1939年11月30日（事務取扱） - 1943年2月26日
2. 鉛市太郎　1943年2月27日 - 1946年3月5日
3. 青武雄　1946年3月6日 - 1949年11月29日
4. 村上増雄　1949年11月30日 - 1951年11月29日
5. 岡部金治郎　1951年11月30日 - 1955年11月29日
6. 小島公平　1955年11月30日 - 1959年11月29日
7. 村上増雄　1959年11月30日 - 1961年11月29日
8. 浅田常三郎　1961年11月30日 - 1963年11月29日
9. 二国二郎　1963年11月30日 - 1967年11月29日
10. 湯川泰秀　1967年11月30日 - 1969年7月31日
11. 萩原信衛　1969年8月1日 - 1973年7月31日
12. 湯川泰秀　1973年8月1日 - 1975年7月31日
13. 櫻井洸　1975年8月1日 - 1979年7月31日
14. 小泉光恵　1979年8月1日 - 1983年7月31日
15. 岡本平　1983年8月1日 - 1987年7月31日
16. 三角莊一　1987年8月1日 - 1989年7月31日
17. 福井俊郎　1989年8月1日 - 1993年7月31日
18. 金丸文一　1993年8月1日 - 1995年7月31日
19. 岡田東一　1995年8月1日 - 1997年7月31日
20. 權田俊一　1997年8月1日 - 1999年7月31日
21. 坂田祥光　1999年8月1日 - 2001年7月31日
22. 二井將光　2001年8月1日 - 2004年3月31日
23. 川合知二　2004年4月1日 - 2008年3月31日
24. 山口明人　2008年4月1日 - 2012年3月31日
25. 八木康史　2012年4月1日 - 2015年8月25日
26. 中谷和彦　2015年8月26日 - 2018年3月31日
27. 菅沼克昭　2018年4月1日 - 2020年3月31日
28. 関野徹　2020年4月1日 - 2024年3月31日
29. 黒田俊一　2024年4月1日 -

## 研究
21世紀COEプログラム
- 2002年
  - 分野：学際・複合・新領域
    - 「新産業創造指向インターナノサイエンス」[5]

## 組織
- 第1研究部門（情報・量子科学系）
  - 量子システム創成研究分野
  - 界面量子科学研究分野
  - 先進電子デバイス研究分野
  - 複合知能メディア研究分野
  - 知能推論研究分野
  - 知識科学研究分野
  - 知的インタラクション研究分野
- 第2研究部門（材料・ビーム科学系）
  - 自然材料機能化研究分野
  - 金属有機融合材料研究分野
  - 先端ハード材料研究分野
  - エネルギー・環境材料研究分野
  - 励起物性科学研究分野
  - 量子ビーム物理研究分野
  - 量子ビーム物質科学研究分野
- 第3研究部門（生体・分子科学系）
  - 励起材料化学研究分野
  - 分子システム創成化学研究分野
  - 精密制御化学研究分野
  - 複合分子化学研究分野
  - 生体分子反応科学研究分野
  - 生体分子制御科学研究分野
  - 生体分子機能科学研究分野
- 産業科学ナノテクノロジーセンター
  - 専任研究分野
    - ナノ機能材料デバイス研究分野
    - 先進ナノファブリケーション研究分野
    - ナノ構造・機能評価研究分野
    - ナノ機能予測研究分野
    - ソフトナノマテリアル研究分野
    - バイオナノテクノロジー研究分野

  - 所内兼任分野
    - 環境・エネルギーナノ応用分野
    - ナノ知能システム分野
    - ナノ医療応用デバイス分野

  - 客員分野
    - ナノサイエンス共同研究分野
    - ナノデバイス共同研究分野
    - 産業科学国際共同研究分野

  - 学内兼任分野
    - ナノ構造・機能シミュレーション分野
    - ナノエレクトロニクス分野
    - ナノ機能計測分野
    - ナノメディシン分野
    - ナノバイオロジー分野
    - ナノIT分野

  - ナノ加工室
  - マテリアル先端リサーチインフラ設備供用拠点
- 産業科学AIセンター
  - 基幹AI研究部門
    - トランスレーショナルデータビリティ研究分野
    - データアナリティクスファーム

  - AI共創融合研究部門
    - 生体分子AIセンシング応用研究分野
    - 量子変換機能研究分野
    - 生体計測デバイス研究分野
    - 超分散知的学習研究分野
    - 物質バイオメティクス研究分野
- 新産業創成研究部門
  - 新産業創造システム研究分野
  - 知的財産研究分野
- 特別プロジェクト研究部門
  - 精密分子創製化学研究分野
  - 先進材料実装研究分野
  - 先進薄膜機能物性研究分野
  - 生体分子応用科学研究分野
  - 核酸標的低分子創薬研究分野
- 共同研究部門・協働研究所
  - フレキシブル3D実装協働研究所
  - ナノリソグラフィ共同研究部門
  - KOBELCO未来協働研究所

- 総合解析センター
- 量子ビーム科学研究施設
- 産業科学連携教育推進センター
- 国際共同研究センター

## 立地等
所在地
- 〒567-0047大阪府茨木市美穂ヶ丘8-1

大阪大学吹田キャンパス内
アクセス
- バス
  - 「阪大本部前」停留所（阪急バス・近鉄バス）
- 鉄道
  - 「北千里駅」（阪急千里線）
  - 「阪大病院前駅」（大阪モノレール彩都線）